# Campeonato Paranaense de Futebol de 2019 - Terceira Divisão
A Terceira Divisão do Campeonato Paranaense de Futebol de 2019, foi a 20ª edição da competição, a qual conta com a participação de 11 clubes. Seu organizador é a Federação Paranaense de Futebol.
Ao campeão e ao vice foram destinadas duas vagas para a disputa da Segunda Divisão de 2020.

## Regulamento
- Primeira fase: as onze equipes participantes formam um grupo e jogarão entre si em turno único. Classificam-se para a segunda fase, os quatro melhores times da classificação geral.

- Segunda fase (semifinal): os quatro clubes classificados formam dois grupos: o Grupo “A” (1º colocado x 4º colocado) e o Grupo “B” (2º colocado x 3º colocado), eles jogarão partidas de ida e volta. Os vencedores garantirão o acesso a Segunda Divisão do futebol Paranaense em 2020.

- Terceira fase (final): os dois times classificados jogarão partidas de ida e volta. O mando de campo da segunda partida será atribuído ao clube que tiver somado o maior número de pontos, considerando os resultados obtidos nas fases anteriores.

Será o campeão, o clube que somar o maior número de pontos ao final da segunda partida - caso haja igualdade de pontos, o primeiro critério de desempate será o saldo de gols e, persistindo o empate, serão cobrados pênaltis.
Critérios de desempate
1. Maior número de vitórias;
2. Maior saldo de gols;
3. Maior número de gols a favor;
4. Menor número de cartões vermelhos;
5. Menor número de cartões amarelos;
6. Sorteio.

## Primeira Fase

### Classificação
- CMO ^ O Campo Mourão sofreu W-O na 6ª e na 10ª rodada, sendo que após o segundo W-O, a Federeção reconheceu seu abandono da competição. Seus jogos realizados foram anulados e o próximo jogo cancelado.
- GRE ^ O GRECAL sofreu W-O na 10ª e na 11ª rodada, sendo que após o segundo W-O, a Federeção reconheceu seu abandono da competição. Seus jogos realizados foram anulados.

### Confrontos
Para ler a tabela, a linha horizontal representa os jogos da equipe como mandante. A coluna vertical indica os jogos da equipe como visitante.